# Павлов Микола Никифорович
Микола Никифорович Павлов (рос. Николай Никифорович Павлов; 12 (25) жовтня 1902, Петербург — 28 серпня 1985) — радянський астроном.

## Біографія
Працював у Пулковській обсерваторії в 1926—1982 роках, в 1930 закінчив аспірантуру при ній, в 1936—1977 завідував відділом Служби часу обсерваторії. У 1936—1947 був вченим секретарем Міжвідомчого комітету часу при Пулковській обсерваторії. В 1944—1955 завідував кафедрою астрометрії Ленінградського університету, з 1946 — професор цього університету.
Основні наукові праці присвячені астрометрії, астрономічному визначенню часу, вивченню нерівномірності обертання Землі і руху материків. Розробив метод фотоелектричної реєстрації зоряних проходжень, метод обчислення зведених моментів у Службі часу, конструкцію горизонтального пасажного інструменту великої оптичної сили (1937) і менісковий пасажний інструмент (1944, спільно з Д. Д. Максутовим).

## Наукові праці
- Определение разности долгот Николаев—Пулково по радиотелеграфу, Л., 1933 (совм. с И. Н. Язевым);
- Систематические разности поправок, определенных Пулковской службой времени, «Астрономический журнал», 1934. т. 11, вып. 1;
- Фотоэлектрическая регистрация звездных прохождений, Л., 1946 (Труды Главной астрономической обсерватории в Пулкове. Серия 2, т. 59);
- О термических эффектах в пассажных инструментах службы времени, в кн.: Труды 10-й Всесоюзной астрометрической конференции, состоявшейся в Пулкове 8—11 декабря 1952 г., Л., 1954;
- О новом типе перекладывающегося пассажного инструмента, «Известия Главной астрономической обсерватории в Пулкове», 1955, т. 20, вып. 1, № 154.

## Нагороди і відзнаки
- премія імені Менделєєва АН СРСР (1940)
- лауреат Сталінської премії (1947)
- заслужений діяч науки РРФСР (1974)
- два ордени Трудового Червоного прапора (1945, 1953)
- медалі «За оборону Ленінграда» (1945), «За доблесну працю у Великій Вітчизняній війні 1941—1945 рр.» (1946).

Іменем Павлова названа мала планета 7008 Павлов, відкрита Миколою Черних 23 серпня 1985 у Кримській астрофізичній обсерваторії.